# 耶奥里·韦斯特林
耶奥里·韦斯特林（瑞典語：Georg Westling，1879年8月24日—1930年11月14日），生于赫尔辛基，芬兰男子帆船运动员。他曾代表芬兰参加1912年夏季奥林匹克运动会帆船比赛，获得一枚铜牌。